# Engin Akcelik
Engin Akcelik (1940 –  24. September 2005 in Köln) war ein türkischer Schauspieler.

## Leben
Akcelik gehörte dem Arkadaş Theater seit dessen Gründung viele Jahre als Schauspieler und Regisseur an und wirkte dort auch bis zu seinem Tod. Er war von 1983 bis 1997 Mitglied des Ensembles des Kinder- und Jugendtheaters am Düsseldorfer Schauspielhaus. Einem größeren Publikum wurde er jedoch erst durch seine Fernsehauftritte bekannt.

## Filmografie
- 1981: Tatort: Duisburg-Ruhrort
- 1987: Tatort: Voll auf Haß
- 1989: Der Leibwächter
- 2000: Alles Atze
- 2001: Die Kinder vom Alstertal
- 2002: Großstadtrevier
- 2004: Kebab Connection
- 2005: Drei gegen Troja